# Mayo (Quebec)
Mayo es un municipio canadiense situado en la provincia de Quebec.

## Superficie
Mayo tiene una superficie de 72,51 km².

## Demografía
En 2021, tenía 704 habitantes, una densidad poblacional de 9,7 hab./km², y 395 viviendas.